# Abdelmadjid Krokro
Abdelmadjid Krokro (arabe : عبد المجيد كروكرو) est un footballeur international algérien né le 29 mai 1951 à Constantine et mort le 15 septembre 2019. Il évoluait au poste d'ailier droit.

## Palmarès
- Vice-champion d'Algérie en 1974 avec le MO Constantine.
- Finaliste de la Coupe d'Algérie en 1975 et 1976 avec le MO Constantine.